# Franz Dalle Aste

Dalle Aste 1855 in Darmstadt als Zar Peter in Meyerbeers Oper Nordstern

Franz Maria Dalle Aste (* 4. Dezember 1820 in Rovereto, Tirol; † unbekannt, nicht vor 1888) war ein österreichischer Opernsänger.

## Leben
Seine erste musikalische Ausbildung erhielt er als Chorknabe in seiner Heimatstadt Rovereto. Im Alter von 19 Jahren wurde er in Wien vom Hofopernsänger Josef Staudigl  unterrichtet und zum Bassisten ausgebildet. Zum ersten Mal wird sein Name in einer musikalischen Fachzeitschrift im Zusammenhang mit einem Auftritt am k.k. Nationaltheater in Innsbruck erwähnt, wo er im Dezember 1842 in Lortzings Oper „Zar und Zimmermann“ die Rolle des Zaren verkörperte. Im darauf folgenden Jahr trat er mit der italienischen Operngesellschaft Romani in Linz und Budapest auf. Von 1844 bis 1847 war er in Wien engagiert, wo er als Bass-Bariton am Kärntnertor-Theater, am Theater in der Josefstadt, und am Theater an der Wien Erfolge feierte. Mit seinem Lehrer Staudigl wirkte er wiederholt bei Konzerten des Wiener Chorregentenvereines mit. 1848 wechselte er zur Oper nach Hamburg, wo er aber bald vom Schweriner Hoftheater abgeworben wurde 1850 wurde er an der königlichen Hofoper in Dresden engagiert, dann kehrte der Künstler nach Tirol zurück, wo er mit dem Direktor der kaiserlichen italienischen Oper in Paris in Verbindung trat, der ihn für sein Unternehmen engagierte. Am 2. Februar 1854 debütierte er an der Pariser Oper als Podesta in Rossini's La gazza ladra. Von 1855 bis 1860 gehörte er dem großherzoglichen Hoftheater Darmstadt an. Obwohl er dort zum Kammersänger befördert worden war und bereits einen neuen Kontrakt mit der Direktion des Hoftheaters abgeschlossen hatte, wechselte er an die Deutsche Oper in Rotterdam, die ein höheres Salär anbot, als der Darmstädter Hofoperndirektor Karl Tescher ihm zu geben bereit war. Das von 1860 bis 1868 währende Engagement in Rotterdam gestaltete sich wechselhaft. Von einem Teil des Publikums hoch gelobt, wurde er von den Puristen unter den Opernfreunden wiederholt kritisiert, weil er bei der Darstellung der von ihm verkörperten Rollen zu Übertreibungen neigte.
In die Rotterdamer Zeit fallen zwei Ereignisse, die als kleinere Theaterskandale bezeichnet werden können: Bei der Aufführung des Fidelio geschah das Unglück, dass Dalle Aste die Sängerin Bertram-Mayer im Eifer des Gefechtes mit einer hölzernen Axt am Kopf verletzte, sodass diese auf offener Szene von der Bühne getragen werden musste. Während den Kritikern dieser auf Übermut und Ungeschicklichkeit beruhende Vorfall nur eine kurze Notiz wert war, wuchs sich ein anderes Fehlverhalten des Künstlers fast zu einer Affäre aus: Bei einer Vorstellung von Flotows „Martha“ hatte sich der Künstler zu einer kleinen Handgreiflichkeit gegen eine Sängerin hinreißen lassen, die sich daraufhin weigerte, mit ihm ein nach dieser Szene folgendes Duett zu singen. Zwar konnte sie nach längerem Zureden doch noch zum Weitersingen überredet werden, die Folge aber war, dass die Beleidigte am Anfang des Liedes von einem Weinkrampf befallen wurde. Durch diesen Vorfall hat Dalle Aste bei dem ihm sonst treu ergebenen weiblichen Publikum viel Ansehen eingebüßt.
In der spielfreien Zeit nahm er auch Angebote von anderen Häusern an und trat als Gast unter anderem in Riga, Lissabon, Madrid und London vor das Publikum.
Besonders hervorzuheben ist wegen ihres großen Erfolges eine Vorstellung in Königsberg im Juli 1856.
1872 waren Dalle Astes stimmliche Qualitäten noch immer beachtenswert. Dennoch findet sich sein Name von dieser Zeit an immer seltener auf der Besetzungsliste der Opernhäuser. Seine letzten öffentlichen Auftritte beschränkten sich auf Darbietungen am Stadttheater Bozen, wo er 1877 eine Gesangsschule eröffnete. Mitte der 1880er-Jahre gründete er eine Gesangsschule in Königsberg (Preußen). Seinen Lebensabend verbrachte der Künstler in Berlin, wo er sich als Privatunterricht erteilender Gesangspädagoge ein besseres Einkommen erhoffte. 1888 feierte er sein vierzigjähriges Bühnenjubiläum.
Dalle Aste war zweimal verheiratet. Im September 1858 wurde er wegen zeitweiser Scheidung von Tisch und Bett von seiner Gattin Karolina Franziska Würth geschieden. Daraufhin trat er zum evangelischen Glauben über und heiratete eine namentlich nicht näher bekannte junge Protestantin. Der Tod des einst gefeierten Bassisten wurde von der Öffentlichkeit nicht wahrgenommen. Weder der Ort noch der Zeitpunkt seines Ablebens ist bekannt.

## Weblink
- Bild Dalle-Aste, Franz Maria, Porträtsammlung ÖNB, Port_00017101_01